# Gruzja w Konkursie Piosenki Eurowizji
Gruzja zadebiutowała na Konkursie Piosenki Eurowizji w 2007. Od czasu debiutu przygotowaniami do konkursu zajmuje się gruziński nadawca publiczny Georgian Public Broadcaster (GPB), który został aktywnym członkiem Europejskiej Unii Nadawców (EBU) w sierpniu 2005.
Najwyższym wynikiem kraju w konkursie jest dziewiąte miejsce, które w 2010 i 2011 zajęły Sopo Niżaradze z piosenką „Shine” oraz Eldrine z piosenką „One More Day”
Do tej pory telewizja wzięła udział w konkursie trzynaście razy. W 2009 wycofała się z udziału po tym, jak Europejska Unia Nadawców (EBU) nakazała zmianę tekstu piosenki „We Don’t Wanna Put In” zespołu Stephane & 3G, który pośrednio nawiązywał do rosyjskiego premiera Władimira Putina. Powróciła do konkursu w 2010.

## Historia Gruzji w Konkursie Piosenki Eurowizji

### Lata 2007–2009

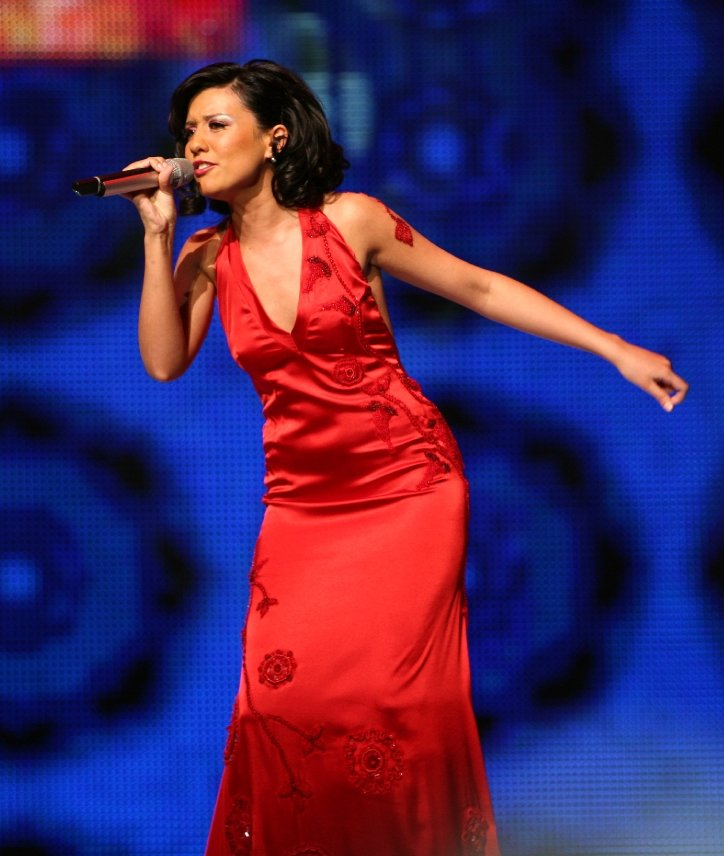
Sopo Chalwaszi – pierwsza reprezentantka kraju w trakcie występu podczas 52. Konkursu Piosenki Eurowizji, maj 2007

W 2005 gruziński nadawca Georgian Public Broadcaster (GPB) dołączył do Europejskiej Unii Nadawców (EBU), dzięki czemu mógł wystartować w konkursie w 2006. Pomimo pogłosek o chęci wzięcia udziału w wydarzeniu, telewizja nie zadebiutowała w konkursie.
W 2006 nadawca poinformował o planowanym debiucie w 52. Konkursie Piosenki Eurowizji. Dyrektor Generalny Dawid Kintsuraszwili ogłosił, że pierwszy reprezentant zostanie wybrany wewnętrznie. Dział marketingu telewizji ocenił 20 najpopularniejszych gruzińskich artystów, spośród których najwięcej poparcia (63% głosów) zdobyła Sopo Chalwaszi. W marcu zorganizowano koncert selekcyjny, podczas którego wybrano eurowizyjny utwór dla piosenkarki. Zaprezentowała wówczas pięć piosenek: „My Story”, „Tell Me Why”, „On Adjarian Motives”, „Fantasy Land” oraz „Freedom”. Telewidzowie ostatecznie wybrali tę pierwszą, oddając na nią 51% głosów. Autorami ballady z elementami gruzińskiego folkloru oraz nowoczesnych brzmień byli Beka Dżafaridze oraz Bibi Kwaczadze. Kilka dni po zakończeniu koncertu ogłoszono oficjalny tytuł piosenki – „Visionary Dream”. W maju Chalwaszi wystąpiła z szóstym numerem startowym w półfinale konkursu, w którym zdobyła łącznie 123 punkty, dzięki którym awansowała do finału z ósmego miejsca. Podczas sobotniego koncertu finałowego zaprezentowała się jako jedenasta w kolejności i otrzymała w sumie 97 punktów, w tym maksymalną liczbę dwunastu głosów od Litwy, kończąc udział na 12. miejscu.

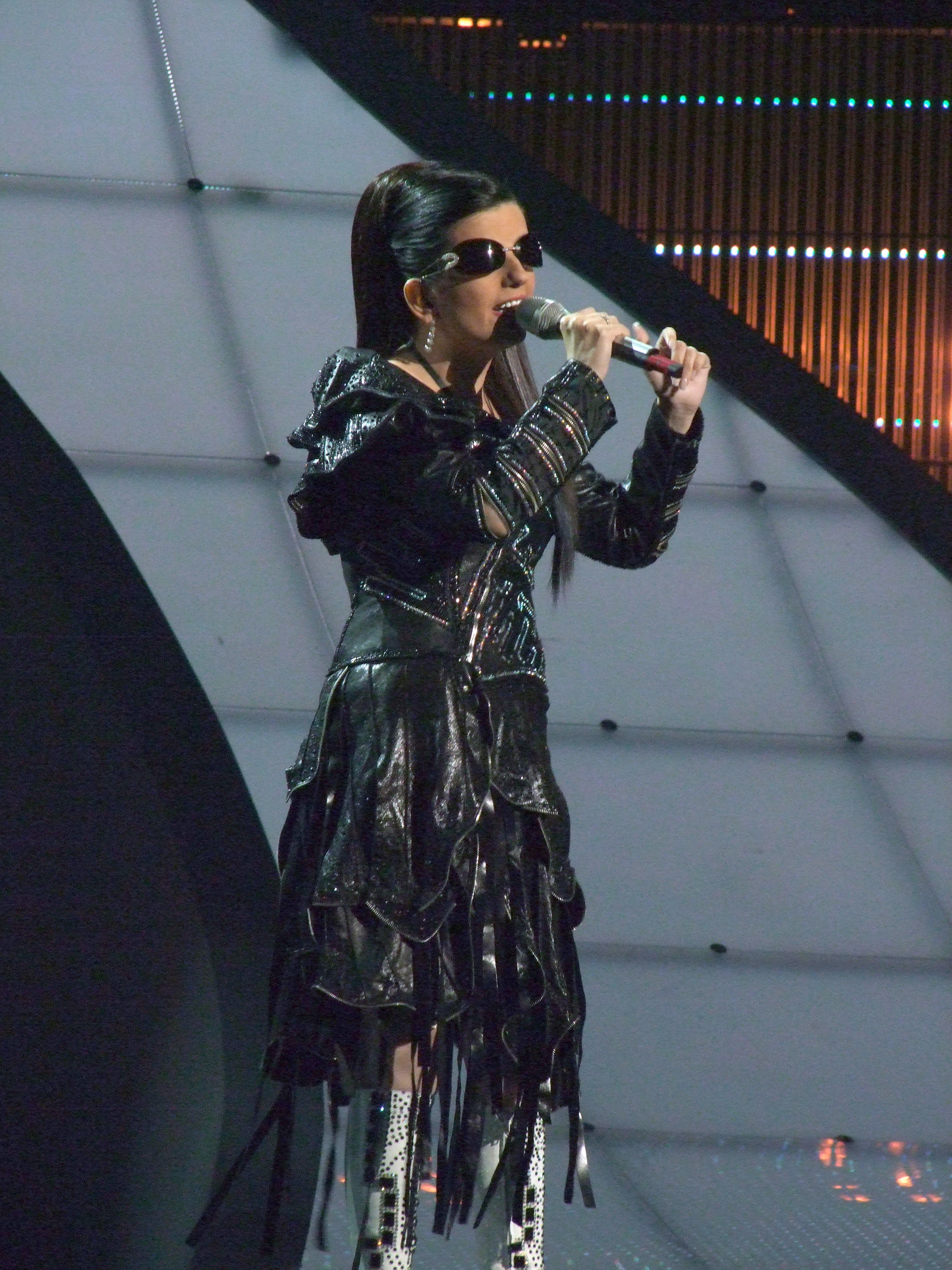
Diana Ghurckaia podczas drugiego półfinału 53. Konkursu Piosenki Eurowizji, maj 2008

1 marca 2008 w Pałacu Sportu w Tbilisi odbył się finał pierwszych krajowych eliminacji do Konkursu Piosenki Eurowizji. Chęć wzięcia udziału wyraziło 29 uczestników, spośród których komisja sędziowska wytypowała dwunastu finalistów: Aleko Berdzeniszwili, Diana Ghurckaia, Tamta Chelidze, Tika Pacacja, Tako Gaczecziladze, Salome Gaswiani, Salome Korkotaszwili, Guga Apcjauri, Irakli Pirtschalawa, trio 3G (Tako, Nini, Kristine) oraz zespoły Vivo oraz Theatre quartet. Zwycięzcę wybrała publiczność za pomocą SMS-ów oraz jurorzy. Selekcje wygrała Ghurckaia z utworem „Peace Will Come” autorstwa Kim Breitburga oraz Karena Kawaleriana. Piosenka zdobyła wówczas 39,4% głosów telewidzów, zostając tym samym reprezentantką kraju podczas 54. Konkursu Piosenki Eurowizji. W kwietniu wokalistka wyruszyła w trasę promocyjną do Szwecji oraz kilku krajów bałkańskich. W 2008 wprowadzono dwie rundy półfinałowe. 22 maja Ghurckaia wystąpiła jako czternasta w kolejności w drugim półfinale imprezy, na scenie towarzyszyło jej pięciu tancerzy oraz wokal wspierający. Otrzymała łącznie 105 punktów, w tym dwanaście od Cypru i Ukrainy, dzięki którym zakwalifikowała się do sobotniego finału, w którym zajęła ostatecznie 11. miejsce z 83 punktami na koncie.

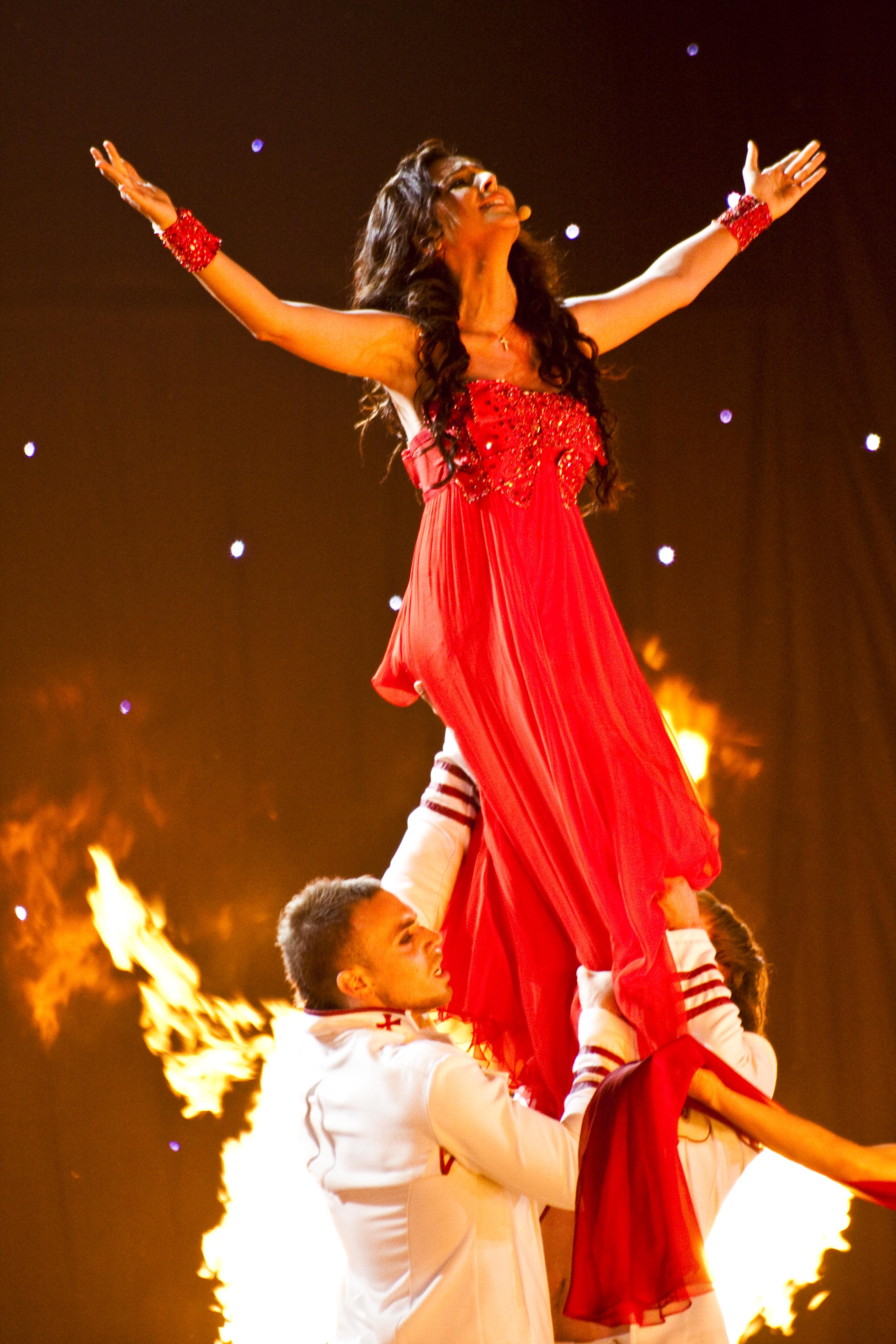
Sopo Niżaradze podczas 55. Konkursu Piosenki Eurowizji, maj 2010

Z powodu wojny w Osetii Południowej GPB miał wątpliwości co do udziału w 54. Konkursie Piosenki Eurowizji organizowanym przez Rosję. 28 sierpnia 2008 ogłosił rezygnację z powodu obaw o bezpieczeństwo gruzińskich uczestników. Po wygraniu 6. Konkursu Piosenki Eurowizji dla Dzieci i zdobyciu 12 punktów od Rosji gruziński nadawca zdecydował się na udział w Konkursie Piosenki Eurowizji, co potwierdziła lista uczestników konkursu opublikowana przez EBU w styczniu 2009. Na początku lutego podano nazwiska 10 finalistów eliminacji, który zostali: Tika Pacacja, Anri Dżochadze, Keti Ordżonikidze, Boris Bedia, Nodiko Tatiszwili, Giorgi Maisuradze, duet Baczi Kitiaszwili-Bermucha, sekstet (Tony Omaily, Sopo Kakulia, Mariko Asatianis, Anano Mżawia, Nodar Tatiszwili, Guga Apcjauri) oraz zespoły: November (w składzie: Dawit Mczedliszwili, Dawid Dżochadzem, Kobis Mandżgaladze, Giorgi Kikaliszwili, Sandro Żgenti) oraz Stephane & 3G, który 18 lutego wygrał finał selekcji. Tekst zwycięskiego utworu „We Don’t Wanna Put In” wzbudził jednak kontrowersje, zawierał bowiem nawiązania polityczne do rosyjskiego premiera Władimira Putina, czym naruszył regulamin imprezy. EBU wymogła na zespole zmianę słów piosenki. Gruziński nadawca ogłosił jednak, że nie spełni stawianych mu warunków, a 11 marca wycofał się z konkursu.

### Lata 2010–2019
W 2010 telewizja GPB powróciła do konkursu, decydując się na start w 55. Konkursu Piosenki Eurowizji organizowanym w Oslo. Wybrał reprezentanta wewnętrznie, a 16 stycznia ogłosiła, że w konkursie wystąpi Sopo Niżaradze. Na początku lutego opublikowała listę sześciu utworów, które wokalistka wykonała 27 lutego w Tbilisi Event Hall podczas koncertu eliminacyjnego: „Never Give In”, „Call Me”, „Our Word”, „For Eternity”, „Sing My Song” oraz „Shine”. Telewidzowie oraz komisja sędziowska najwięcej głosów oddała na ostatnią propozycję, którą napisali Hanna Sorvaag, Harry Sommerdahl oraz Christian Leuzzi. Choreografię do wszystkich występów ułożyła Lasza Oniani, a stroje zaprojektowała Teona Elizbaraszwili. 22 maja w Opera House gruzińska delegacja zorganizowała eurowizyjne przyjęcie promocyjne, a pięć dni później Niżaradze wystąpiła w drugim koncercie półfinałowym z 16. numerem startowym i zakwalifikowała się do finału z trzeciego miejsca, zdobywając 106 punktów, w tym po 12 pkt od Armenii i Litwy. W sobotnim finale, który odbył się 29 maja, wystąpiła jako 13. w kolejności i zajęła dziewiąte miejsce, otrzymując łącznie 139 punktów, w tym dwie najwyższe noty (12 pkt)od Litwy i Armenii. Podczas obu prezentacji wokalistce towarzyszyło troje tancerzy, którzy zatańczyli układ ułożony przez Redha Benteifoura – choreografa m.in. Michaela Jacksona.

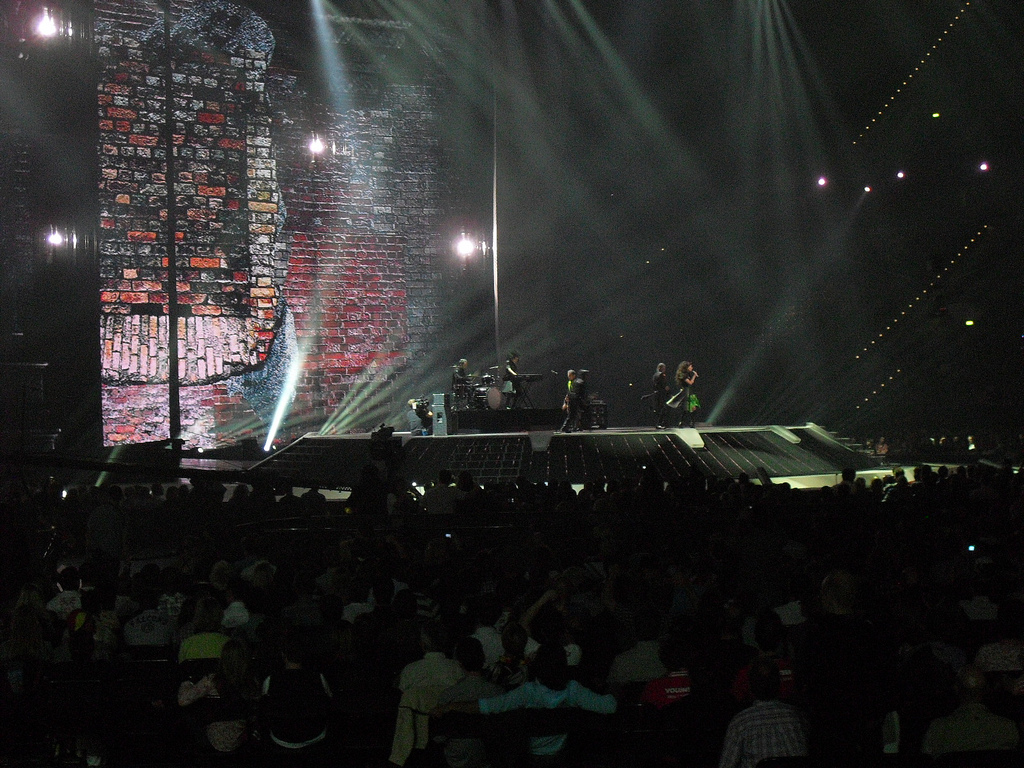
Zespół Eldrine podczas 56. Konkursu Piosenki Eurowizji, maj 2011

W styczniu 2011 stacja GPB poinformowała o powrocie do formatu narodowych selekcji do 56. Konkursu Piosenki Eurowizji i rozpoczęła przyjmowanie zgłoszeń kandydatów do udziału w eliminacjach. Miesiąc później ogłosiła 10 finalistów, który zostali: Temo Sadżaja, Salome Korkotaszwili, Boris Bedia, Tako Gaczecziladze, Keti Ordżonikidze, Nini Szermadini oraz zespoły – The Georgians, Sweet Pills oraz Eldrine, których wybrała komisja sędziowska spośród 50 przysłanych zgłoszeń. Trzech uczestników – Bedia, Orjonikidze oraz Gaczecziladze – zrezygnowało z udziału w selekcjach, przez co w koncercie finałowym wystartowało łącznie siedmioro finalistów. Finał selekcji odbył się 19 lutego, zwyciężyła grupa Eldrine z rockowo-hip hopowym utworem „One More Day” autorstwa DJ BE$$a, Ernta „DJ Rocka” Checzumowiego oraz Micheila Czelidze. 28 lutego telewizja SSM poinformowała media o zmianie wokalistki zespołu, a miejsce Tamar Wadaczkorii zajęła Sopo Toroszelidze. W maju gruzińska delegacja po raz kolejny zorganizowała eurowizyjną imprezę dla fanów konkursu, podczas którego zaśpiewały byłe reprezentantki kraju – Sopo Chalwaszi i Sopo Niżaradze. 10 maja zespół Eldrine wystąpił jako dziewiąty w kolejności w pierwszym półfinale 56. Konkursu Piosenki Eurowizji, który został zorganizowany w Düsseldorfie. Zdobył 74 punkty i z dziewiątego miejsca awansował do sobotniego finału, w którym wystąpił jako ostatni, 25. w kolejności i otrzymał w sumie 110 punktów, dzięki którym zakończyła udział na dziewiątym miejscu. Po zakończeniu finału zespół otrzymał Nagrodę im. Barbary Dex dla najgorzej ubranego artysty. Na 810 głosujących w plebiscycie, 133 oddało głos na gruzińskich reprezentantów. Toroszelidze ubrana była w czarną sukienkę z zielonymi wstawkami, która według jej słów nawiązywała do kultury gruzińskiej.
15 grudnia 2011 GPB rozpoczął proces selekcji gruzińskiego reprezentanta na 57. Konkurs Piosenki Eurowizji organizowany przez Baku w Azerbejdżanie. Pod koniec stycznia nadawca opublikował listę trzynastu kandydatów, którzy wysłali do siedziby telewizji swoje propozycje: Anri Dżochadze, Boris Bedia, Davi, Eduard Tatiana, Lewan Dżibladze, Lina Asataszwili, Salome Simoniszwili, Szmagi Tediaszwili, The Georgians, Vanilla Cage, Mirror Illusion, REMA oraz Industrial City. Spośród nich komisja jurorska, składająca się z profesjonalnych muzyków, wybrała dziewięciu finalistów, którzy wystąpili 19 lutego 2012 podczas finałowego koncertu. Selekcje wygrał Anri Dżochadze, który zgłosił się z propozycją „I’m a Joker”. Tym samym został pierwszym mężczyzną reprezentującym kraj w konkursie. 24 maja wystąpił w drugim półfinale konkursu z pierwszym numerem startowym. Podczas występu wokalista grał na perkusji i na pianinie. Ostatecznie zdobył 36 punktów i zajął 14. miejsce, nie kwalifikując się do finału.

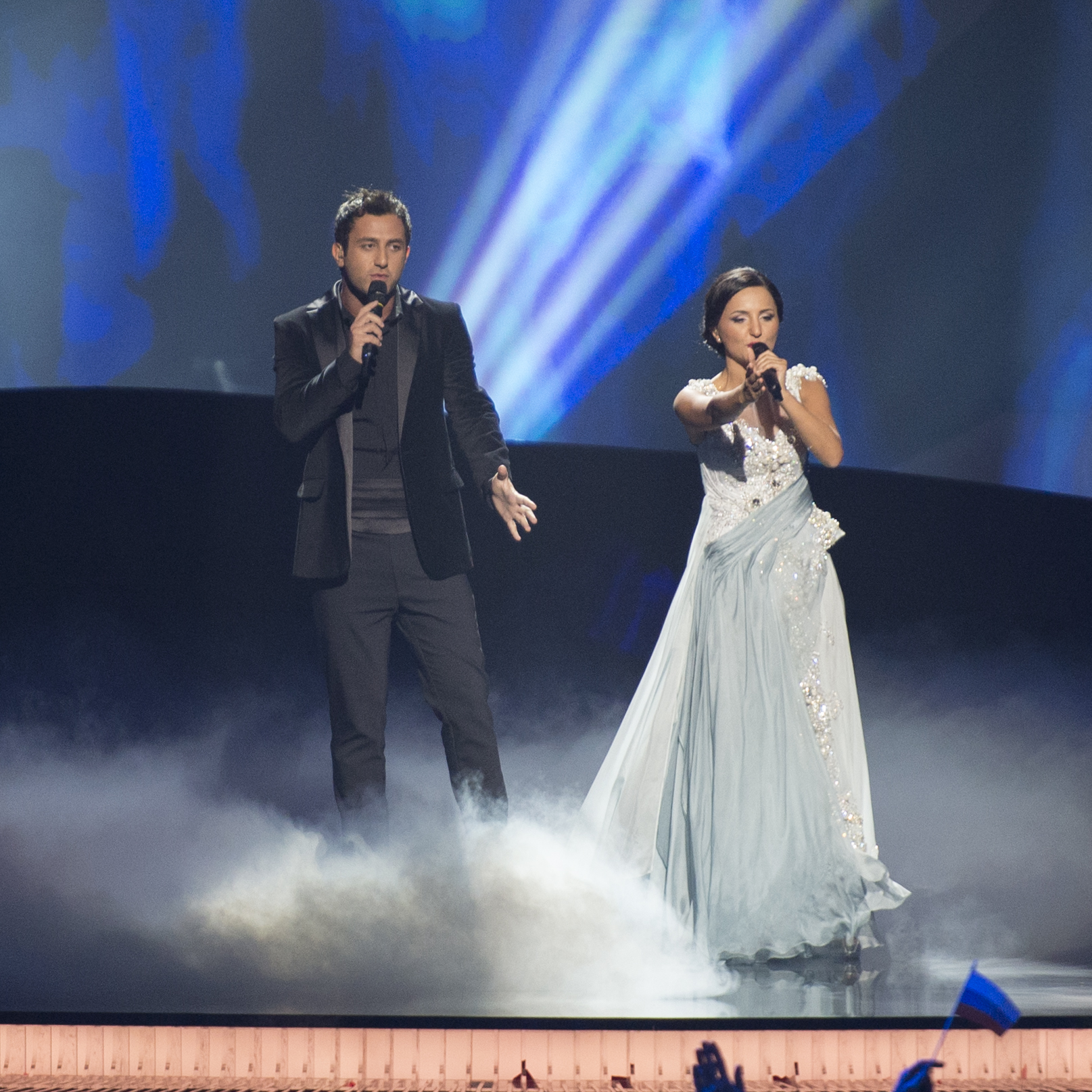
Nodiko Tatiszwili i Sopo Gelowani podczas finału 58. Konkursu Piosenki Eurowizji, maj 2013

31 grudnia 2012 GPB opublikował nazwiska wewnętrznie wybranych reprezentantów na 58. Konkurs Piosenki Eurowizji organizowanym w Malmö w 2013, którymi zostali Nodiko Tatiszwili i Sopo Gelowani. Konkursową kompozycję „Waterfall” napisali dla artystów Thomas G:son oraz Erik Bernholm. 16 maja para wystąpiła jako piętnasta w kolejności podczas drugiego koncertu półfinałowego i awansowała do finału, zdobywając 63 punktów i 10. miejsce. W sobotę 18 maja duet zaprezentował konkursową piosenkę z przedostatnim, 25. numerem startowym, ostatecznie zajmując 15. miejsce z 50 punktami na koncie. Po finale konkursu utwór zdobył Nagrodę Dziennikarską im. Marcela Bezençona, przyznawaną przez akredytowane media.

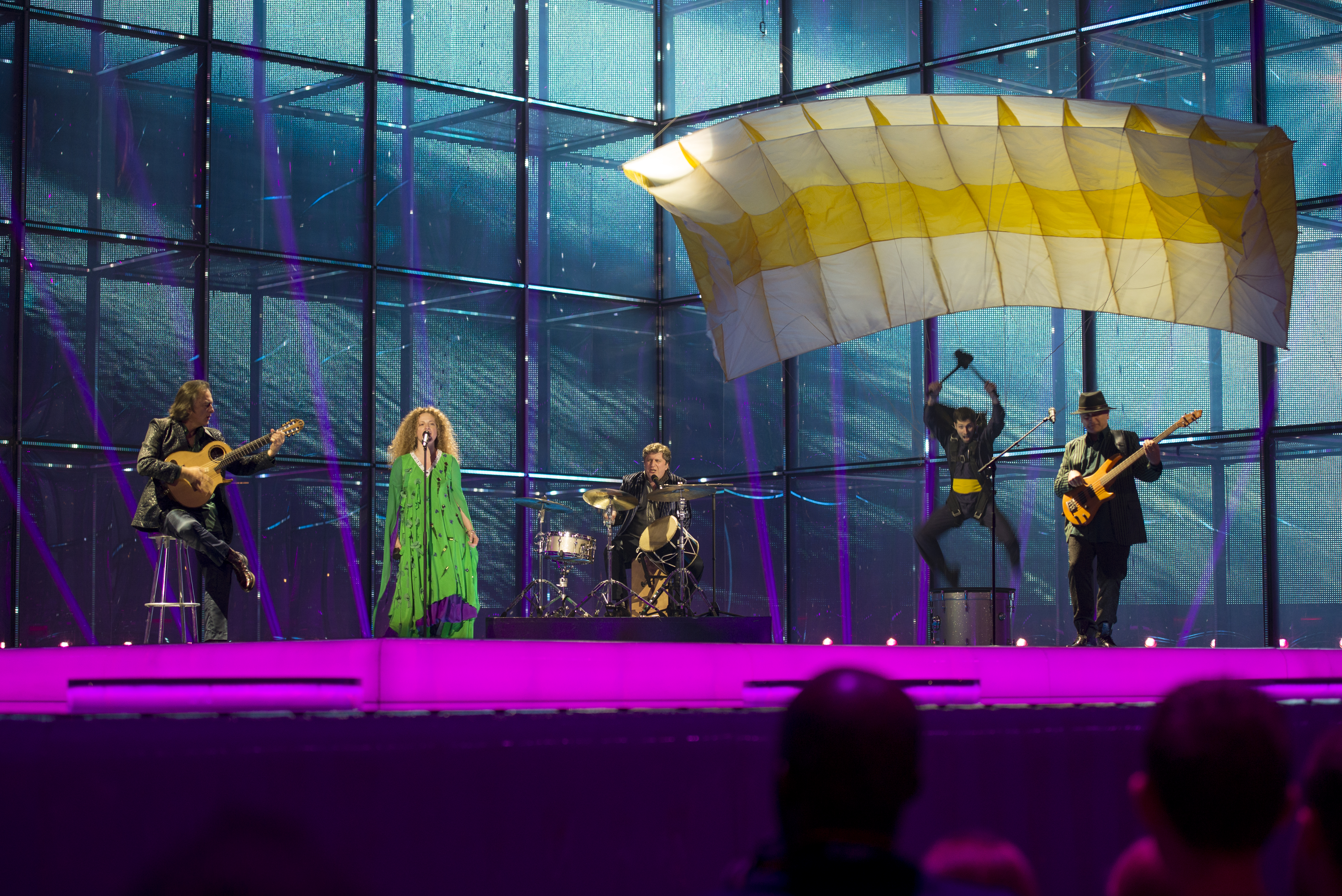
The Shin i Mariko podczas występu w półfinale 59. Konkursu Piosenki Eurowizji, maj 2014

16 lipca 2013 gruziński nadawca GPB potwierdził udział w 59. Konkursie Piosenki Eurowizji. Na początku lutego poinformował, że kraj reprezentować będzie folkowy zespół The Shin oraz wokalistka jazzowa Mariko Ebralidze, a ich konkursową propozycją został utwór „Three Minutes to Earth”. 8 maja zespół wystąpił podczas drugiego koncertu półfinałowego i zajęła ostatecznie ostatnie, piętnaste miejsce z 15 punktami na koncie, przez co nie zakwalifikował się do finału konkursu, zajmując tym samym najniższy wynik w historii udziału kraju w konkursie.

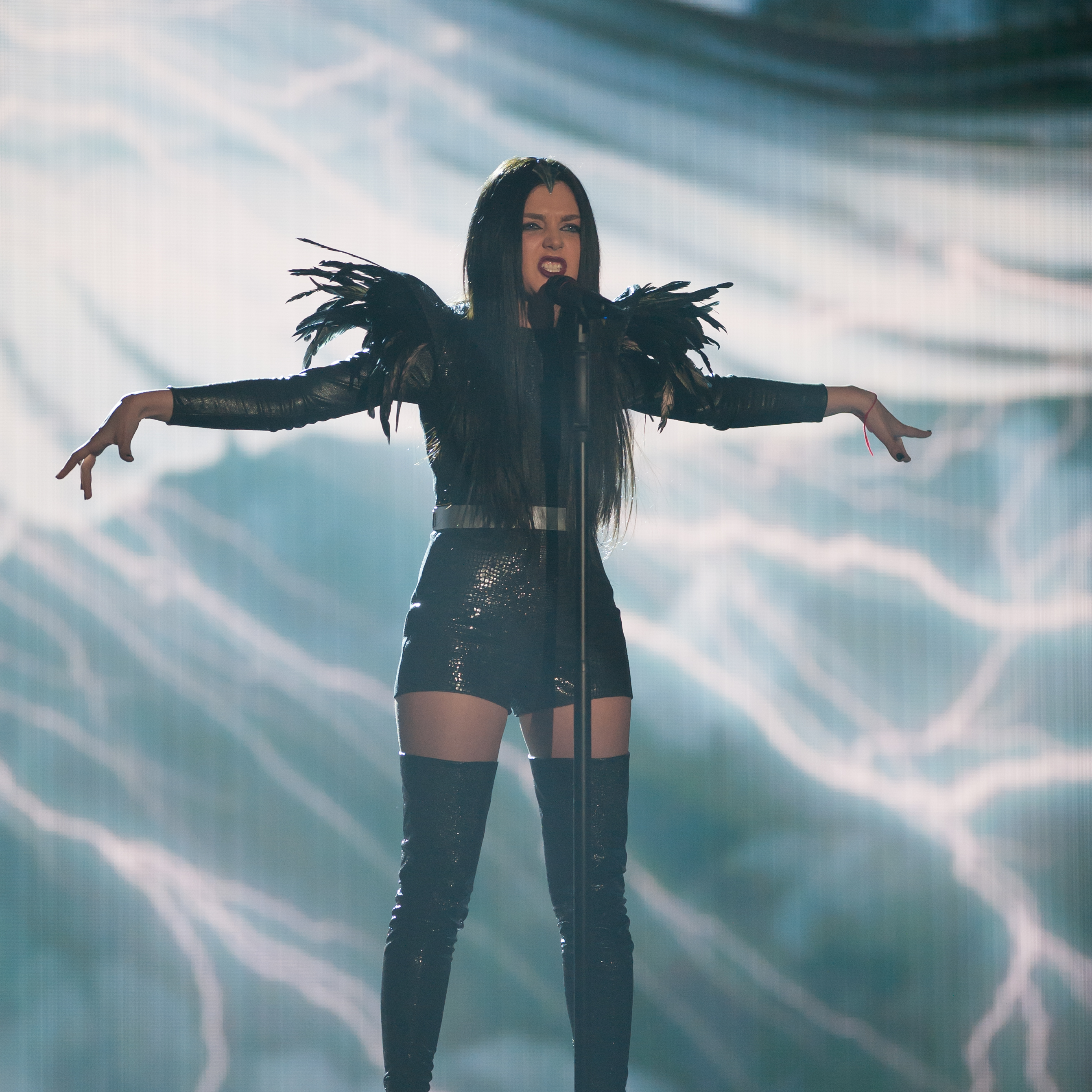
Nina Sublatti podczas prób do występu w 60. Konkursie Piosenki Eurowizji, maj 2015

Po finale konkursu w 2014 kontrowersje wzbudziło głosowanie gruzińskiej komisji jurorskiej, które uznano za zmanipulowane z powodu zbyt dużego podobieństwa między rankingami poszczególnych jurorów. Z tego powodu podczas ogłaszania krajowych wyników w finale pod uwagę wzięto jedynie głosowanie telewidzów. Chociaż pojawiły się pogłoski o trzyletniej dyskwalifikacji krajowej stacji telewizyjnej z udziału w stawce konkursowej, w sierpniu EBU zdementowała plotki, a nadawca we wrześniu potwierdził uczestnictwo w 60. Konkursie Piosenki Eurowizji, organizowanym w Wiedniu. Reprezentant kraju został wybrany przez telewidzów i międzynarodową komisję jurorską podczas finału krajowych eliminacji, które odbędą się 14 stycznia 2015. 1 stycznia w programie Communicatori zaprezentowano pięć propozycji, które zakwalifikowane zostały do stawki finałowej selekcji: „If Someone” Eter Beraszwili, „We Are Freeeee” Edwarda Maisona, „Run Away” zespołu Niutone, „Warrior” Niny Sublatti oraz „One and Only” Miszy Suluchiego. Tego samego dnia ruszyło głosowanie telewidzów, które zostało zakończone w trakcie trwania widowiska finałowego, odbywającego się 14 stycznia. Finał krajowych eliminacji wygrała Nina Sublatti z piosenką „Warrior”, zostając tym samym reprezentantką Gruzji w 60. Konkursie Piosenki Eurowizji w Wiedniu. W marcu ukazała się nowa, przearanżowana wersja jej konkursowej propozycji. 19 maja wystąpiła jako ostatnia, szesnasta w kolejności w pierwszym półfinale konkursu i z czwartego miejsca przeszła do finału, rozgrywanego 23 maja. Zajęła w nim 11. miejsce z 51 punktami na koncie.

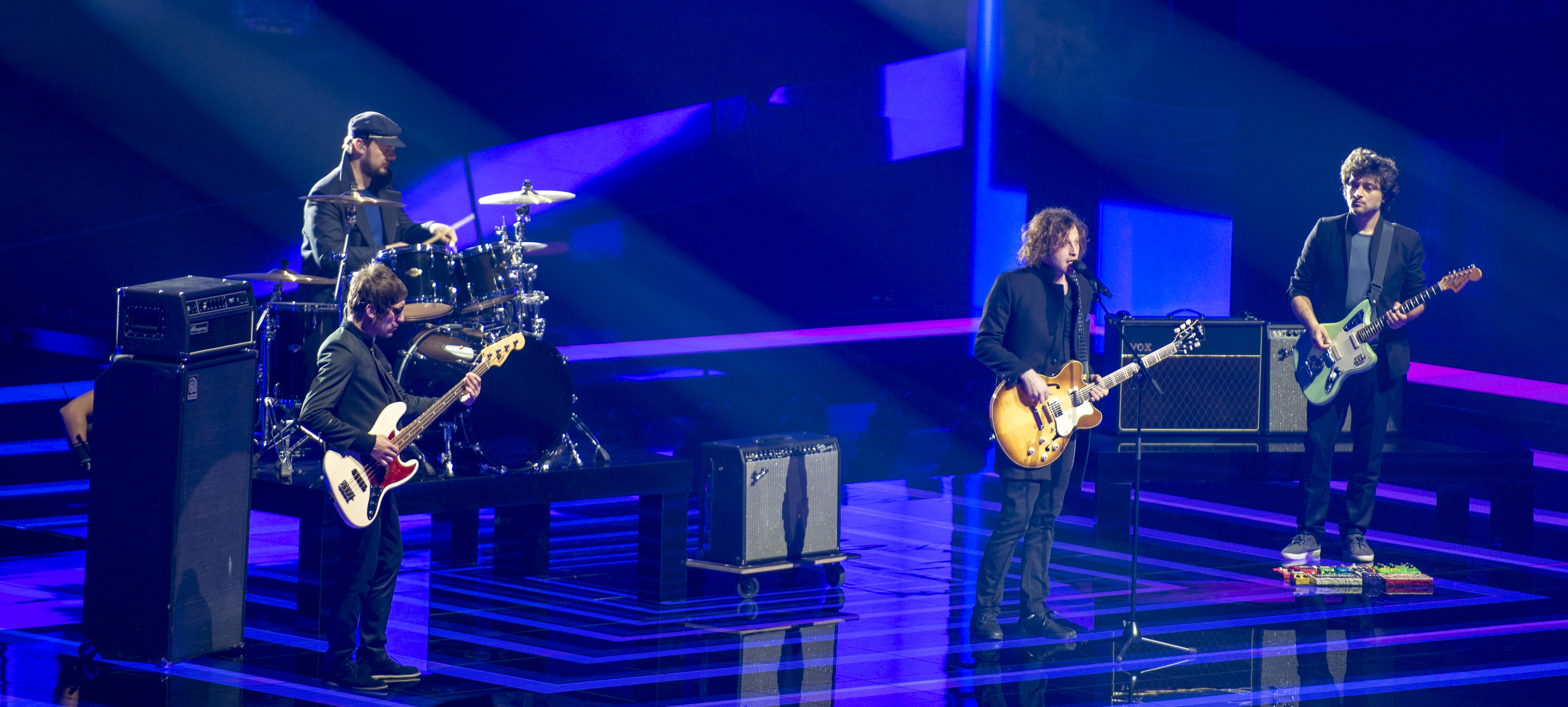
Nika Koczarow i Young Georgian Lolitaz podczas prób do występu w 61. Konkursie Piosenki Eurowizji, maj 2016

W połowie września 2015 krajowy nadawca potwierdził udział w 61. Konkursie Piosenki Eurowizji organizowanym w Sztokholmie. 15 grudnia odbyła się konferencja prasowa, podczas której zaprezentowany został, wybrany wewnętrznie przez telewizję, reprezentant kraju w konkursie – Nika Koczarow i Young Georgian Lolitaz w składzie: Gia Iaszwili, Nick Dawitaszwili i Dima Oganesian. W lutym 2016 odbył się specjalny koncert eliminacyjny, podczas którego wybrała została ich konkursowa propozycja – „Midnight Gold”. 12 maja zespół wystąpił w drugim półfinale konkursu i z dziewiątego miejsca awansował do finału. Zajął w nim dwudzieste miejsce ze 104 punktami na koncie.
Na początku października 2016 gruziński nadawca potwierdził udział w 62. Konkursie Piosenki Eurowizji organizowanym w Kijowie. Nadawca ogłosił, że reprezentant kraju będzie wybrany za pośrednictwem krajowych eliminacji. Do finału selekcji zostało zakwalifikowanych dwudziestu pięciu wykonawców, którymi zostali: Giorgi Czikowani, Brandon Stone i Eteri Beriaszwili, Rati Durgliszwili, Andria Gwelesiani, Alisa Danelia, Nutsa Buzaladze, Malibu, EOS, Dima Kobeszawidze, Trio Mandili, Tamara Gaczecziladze, Nino Baszaruli, Elene Mikiaszwili, Miszo Suluchia, Mariko Lejava, Sparkle, Tornike Kipiani i Giorgi Bolotaszwili, Temo Sajaia, Sabina Czantouria, Mariam Czaczchiani, Asea Sool, Nanuka Giorgobiani, Oto Nemsadze i Limbo oraz Davit Szanidze. Finał selekcji odbył się 20 stycznia 2017, o zwycięzcy zdecydowali jurorzy i widzowie w stosunku głosów 70:30. Największą liczbę 122 punktów otrzymała Tamara Gaczecziladze z utworem „Keep the Faith”, tym samym została wybrana na reprezentantkę Gruzji w konkursie organizowanym w Kijowie. Reprezentantka wystąpiła jako druga w kolejności podczas pierwszego półfinału, rozgrywanego 9 maja. Zdobyła łącznie 99 punktów i zajęła jedenaste miejsce, nie kwalifikując się do finału.
W lipcu 2017 telewizja GPB potwierdziła udział w 63. Konkursie Piosenki Eurowizji w Lizbonie. W noc sylwestrową ogłoszono, że reprezentantem kraju został, wybrany wewnętrznie przez telewizję, Ethno-Jazz Band Iriao w składzie: David Malazonia, Nugzar Kawtaradze, Bidzina Murgulia, Lewan Abszilawa, Szalwa Gelekwa, George Abaszidze i Micheil Jawachiszwili. Ich konkursowa piosenka „For You” została opublikowana w lutym 2018. 10 maja reprezentanci wystąpili z dziesiątym numerem startowym w drugim półfinale konkursu i zajęli ostatnie, 18. miejsce, nie kwalifikując się do finału.
Jesienią 2018 gruzińska telewizja potwierdziła udział w 64. Konkursie Piosenki Eurowizji, a pod koniec roku rozpoczęła przyjmowanie zgłoszeń do programu Dżeostari, poprzez który wyłoniono reprezentanta kraju. Na początku stycznia 2019 ruszyły przesłuchania do programu, do odcinków na żywo zakwalifikowało się 10 uczestników: Giorgi Pruidze, Nini Cnobiladze, Oto Nemsadze, Ikako Aleksidze, Beso Nemsadze, Tamar Laczchepiani, Giorgi Nakaszidze, Liza Kalandadze, Dima Kobeszawidze i Mariam Kacheliszwili. Równocześnie telewizja przyjmowała propozycje piosenek dla potencjalnego zwycięzcy, spośród ok. 200 zgłoszeń produkcja wytypowała trzy, które następnie przydzieliła finalistom – utwór „Sewdisperi zgwa” zaśpiewała Liza Kalandadze, „Me mjera” wykonał Giorgi Pruidze, a „Sul tsin iare” zaprezentowali dwaj soliści: Giorgi Nakaszidze i Oto Nemsadze. Decyzją telewidzów, którzy przyznali 44,13% (234,383 głosów), reprezentantem kraju na Eurowizji 2019 został Oto Nemsadze z utworem „Sul tsin iare”. Przed występem w konkursie wykonawca nagrał przearanżowaną wersję utworu w języku angielskim i jako „Keep on Going” zaśpiewał 14 maja w pierwszym półfinale konkursu, w którym zajął 14. miejsce, przez co nie zakwalifikował się do finału.

### Lata 2020–2029
W czerwcu 2019 telewizja GPB potwierdziła chęć startu w 65. Konkursie Piosenki Eurowizji, następnie ogłosiła, że reprezentantem kraju ponownie będzie zwycięzca programu Dżeostari. W finale talent show, rozegranym 31 grudnia 2019, wystąpiło czworo uczestników: Tamar Kakalaszwili, Tornike Kipiani, Mariam Gogiberidze i Barbara Samcharadze. Decyzją telewidzów zwyciężył Tornike Kipiani, który po wykonaniu utworu „Love, Hate, Love” zdobył największe poparcie telewidzów (33,82% głosów). 3 marca 2020 premierę miał teledysk do konkursowego utworu reprezentanta – „Take Me As I Am”. 18 marca organizator Eurowizji 2020 poinformował o odwołaniu konkursu z powodu pandemii COVID-19. Dzień później stacja SSM potwierdziła, że Kipiani zachowa prawo do występu w konkursie w kolejnym roku. W marcu 2021 wydano konkurowy utwór „You”, który zaśpiewał w drugim półfinale, rozegranym 20 maja. Zajął on 16. miejsce, zdobywając 16 punktów, w tym 1 punkt od jurorów (17. miejsce) i 15 punktów od telewidzów (14. miejsce), nie kwalifikując się do finału.

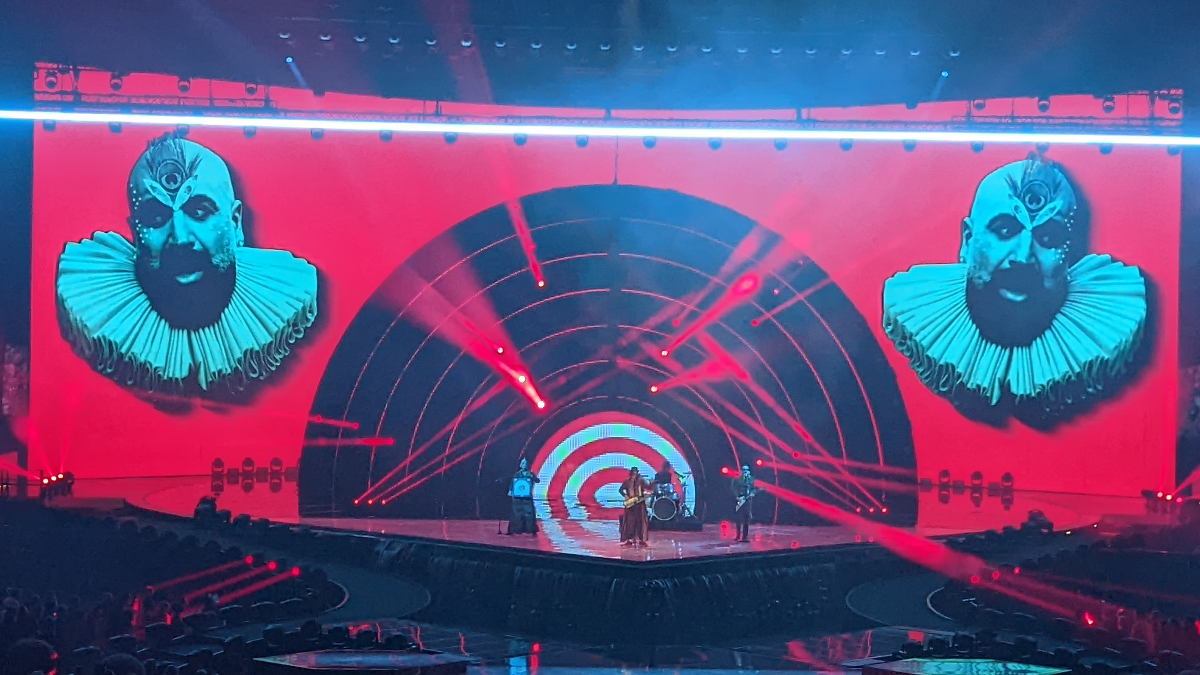
Circus Mircus podczas 66. Konkursu Piosenki Eurowizji, maj 2022

14 listopada 2021 telewizja gruzińska potwierdziła, że w 66. Konkursie Piosenki Eurowizji reprezentować ją będzie zespół Circus Mircus grający rocka progresywnego. Ich konkursową piosenką został utwór „Lock Me In”, z którym zaprezentowali się 12 maja podczas drugiego półfinału widowiska i zajęli w nim ostatecznie ostatnie, 18. miejsce z 22 punktami na koncie.

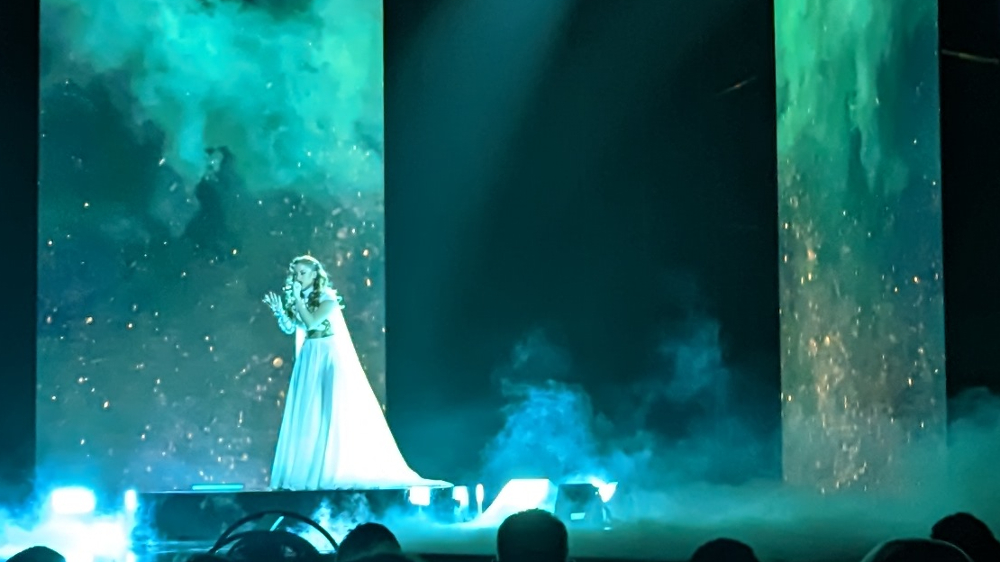
Iru Checzanowi podczas 67. Konkursu Piosenki Eurowizji, maj 2023

W sierpniu 2022 roku telewizja GPB potwierdziła swój udział w 67. Konkursie Piosenki Eurowizji, a 2 lutego 2023 ogłosiła, że reprezentantką kraju zostanie Iru Checzanowi, triumfatorka 9. Konkursu Piosenki Eurowizji Junior z 2011 wraz z grupą Candy. 16 marca 2023 odbyła się premiera jej utworu „Echo”. 11 maja wystąpiła jedenasta w kolejności w drugim półfinale, zdobyła łącznie 33 punkty i zajęła 12. miejsce, nie kwalifikując się do finału.

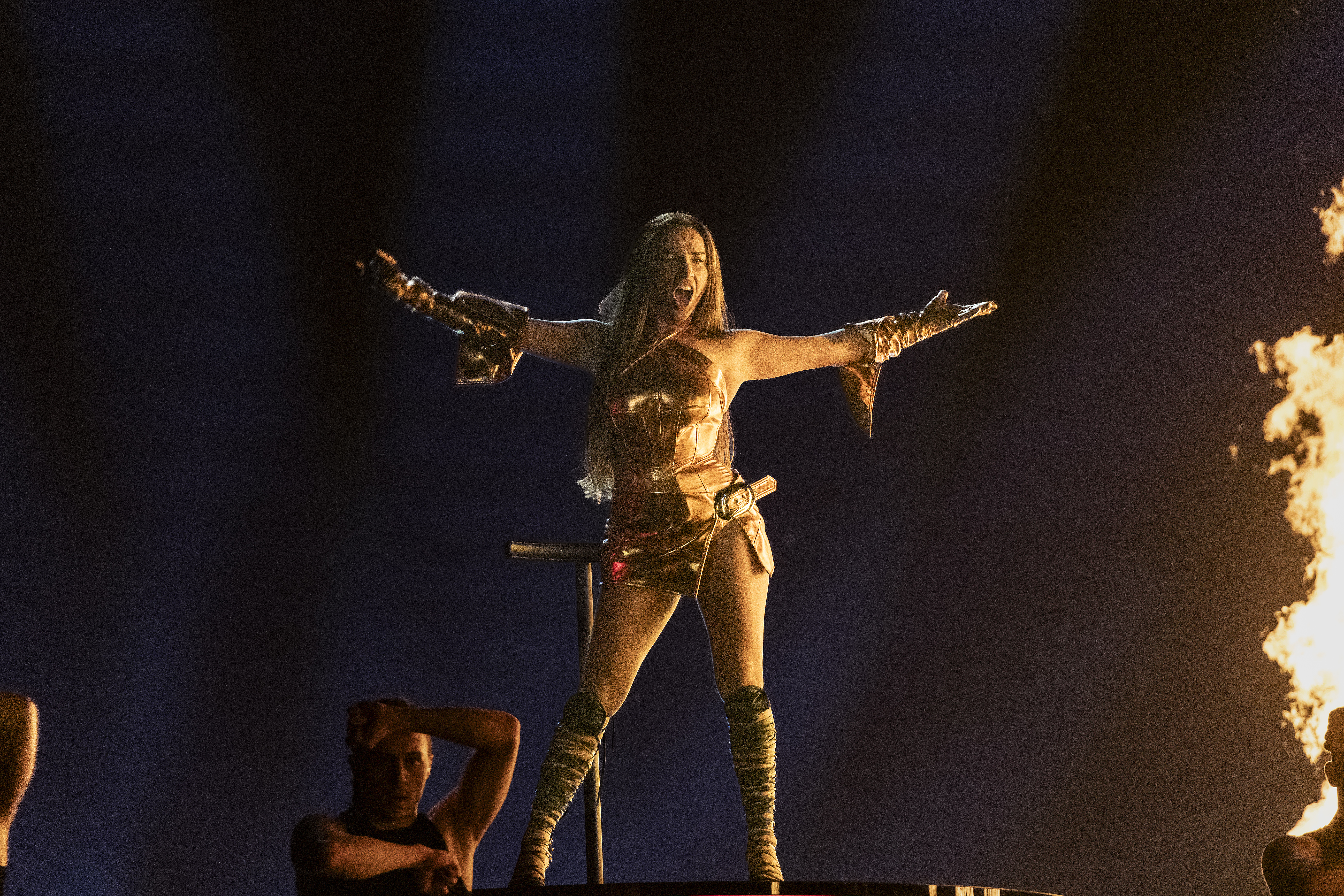
Nuca Buzaladze podczas 68. Konkursu Piosenki Eurowizji, maj 2024

We wrześniu 2023 telewizja gruzińska GPB potwierdziła swój udział w 68. Konkursie Piosenki Eurowizji, a 12 stycznia 2024 ujawniono, że kraj reprezentować będzie Nuca Buzaladze. 12 marca ukazała się jej konkursowa propozycja zatytułowana „Firefighter”. Artystka wystąpiła 9 maja jako jedenasta w drugim półfinale konkursu i zajęła w nim 8. miejsce, tym samym po raz pierwszy od 2016 roku kraj awansował do finału. W finale, który odbył się 11 maja, wystąpiła jako dwudziesta-czwarta w kolejności i ostatecznie uplasowała się na 21. miejscu gromadząc 34 punkty, w tym 15 od jurorów (21. miejsce ex aequo ze Słowenią) oraz 19 od telewidzów (18. miejsce).

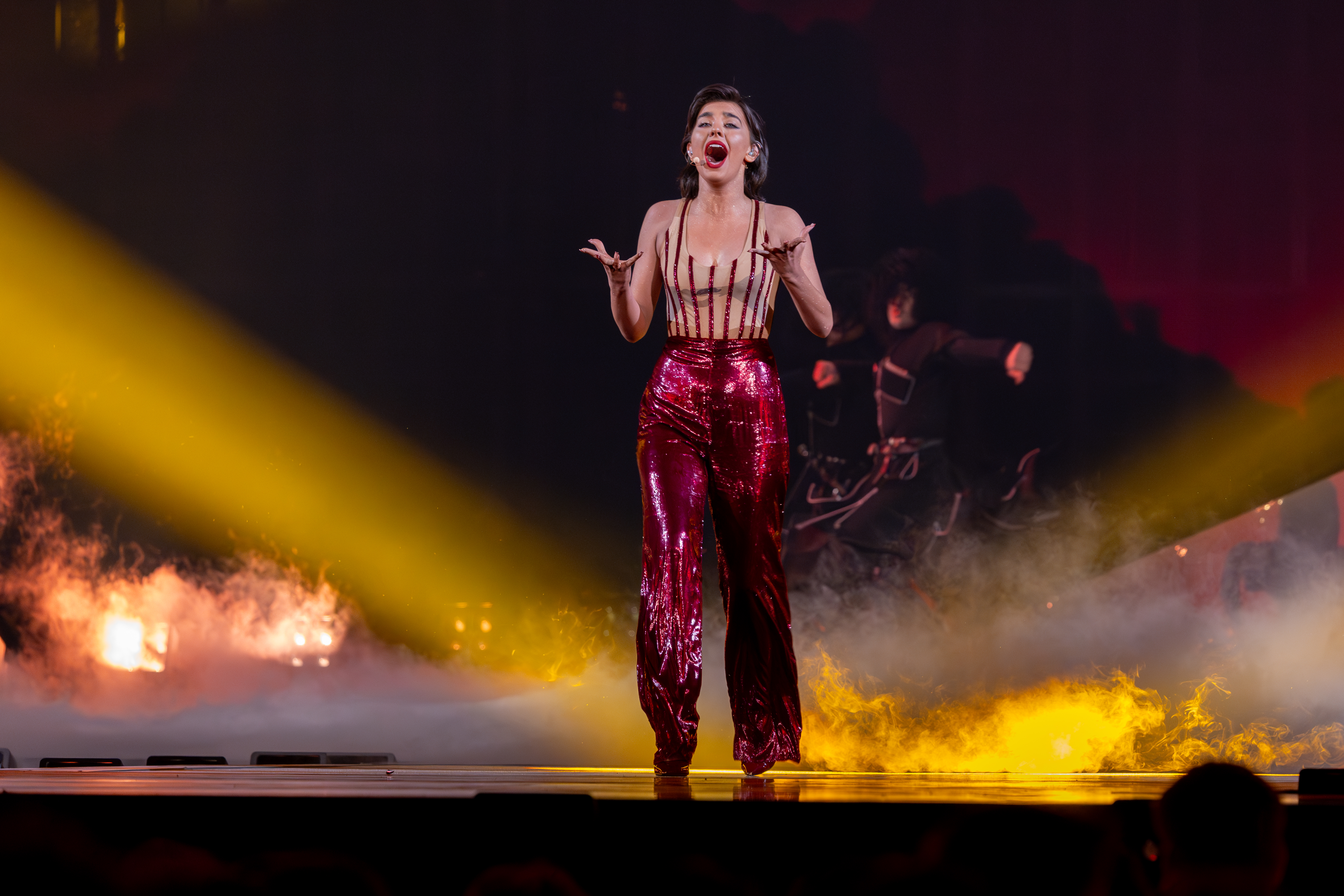
Mariam Szengelia podczas 69. Konkursu Piosenki Eurowizji, maj 2025

2 września 2024 roku gruziński nadawca GPB potwierdził, że wyśle swojego reprezentanta na 69. Konkurs Piosenki Eurowizji. 14 marca 2025 ogłoszono, że na reprezentantkę Gruzji została wybrana Mariam Szengelia z utworem „Freedom”. Artystka wystąpiła 15 maja w drugim półfinale konkursu, w którym zajęła 15. miejsce, nie kwalifikując się do finału.

## Uczestnictwo
Gruzja uczestniczy w Konkursie Piosenki Eurowizji od 2007 i do tej pory wzięła w nim udział 16 razy. Poniższa tabela uwzględnia nazwiska wszystkich gruzińskich reprezentantów, tytuły konkursowych piosenek oraz wyniki w poszczególnych latach:
| Rok  | Artysta                                | Piosenka                 | Język                | Finał            | Finał            | Półfinał         | Półfinał         |
| Rok  | Artysta                                | Piosenka                 | Język                | Miejsce          | Punkty           | Miejsce          | Punkty           |
| ---- | -------------------------------------- | ------------------------ | -------------------- | ---------------- | ---------------- | ---------------- | ---------------- |
| 2007 | Sopo Chalwaszi                         | „Visionary Dream”        | angielski            | 12               | 97               | 8                | 123              |
| 2008 | Diana Ghurckaia                        | „Peace Will Come”        | angielski            | 11               | 83               | 5                | 107              |
| 2009 | Stephane & 3G                          | „We Don’t Wanna Put In”  | angielski            | Dyskwalifikacja  | Dyskwalifikacja  | Dyskwalifikacja  | Dyskwalifikacja  |
| 2010 | Sopo Niżaradze                         | „Shine”                  | angielski            | 9                | 136              | 3                | 106              |
| 2011 | Eldrine                                | „One More Day”           | angielski            | 9                | 110              | 6                | 74               |
| 2012 | Anri Dżochadze                         | „I’m a Joker”            | angielski, gruziński | –                | –                | 14               | 36               |
| 2013 | Nodiko Tatiszwili i Sopo Gelowani      | „Waterfall”              | angielski            | 15               | 50               | 10               | 63               |
| 2014 | The Shin i Mariko                      | „Three Minutes to Earth” | angielski            | –                | –                | 15               | 15               |
| 2015 | Nina Sublatti                          | „Warrior”                | angielski            | 11               | 51               | 4                | 98               |
| 2016 | Nika Koczarow i Young Georgian Lolitaz | „Midnight Gold”          | angielski            | 20               | 104              | 9                | 123              |
| 2017 | Tamara Gaczecziladze                   | „Keep the Faith”         | angielski            | –                | –                | 11               | 99               |
| 2018 | Ethno-Jazz Band Iriao                  | „For You”                | gruziński            | –                | –                | 18               | 24               |
| 2019 | Oto Nemsadze                           | „Keep on Going”          | gruziński            | –                | –                | 14               | 62               |
| 2020 | Tornike Kipiani                        | „Take Me As I Am”        | angielski            | Konkurs odwołany | Konkurs odwołany | Konkurs odwołany | Konkurs odwołany |
| 2021 | Tornike Kipiani                        | „You”                    | angielski            | –                | –                | 16               | 16               |
| 2022 | Circus Mircus                          | „Lock Me In”             | angielski            | –                | –                | 18               | 22               |
| 2023 | Iru                                    | „Echo”                   | angielski            | –                | –                | 12               | 33               |
| 2024 | Nuca Buzaladze                         | „Firefighter”            | angielski            | 21               | 34               | 8                | 54               |
| 2025 | Mariam Szengelia                       | „Freedom”                | gruziński, angielski | –                | –                | 15               | 28               |

Legenda:
     1. miejsce

## Historia głosowania w finale (2007–2025)
Poniższe tabele pokazują, którym krajom Gruzja przyznaje w finale najwięcej punktów oraz od których państw gruzińscy reprezentanci otrzymują najwyższe noty.
| Lp. | Kraj        | Punkty |
| --- | ----------- | ------ |
| 1   | Ukraina     | 165    |
| 2   | Armenia     | 156    |
| 3   | Azerbejdżan | 119    |
| 4   | Włochy      | 99     |
| 5   | Litwa       | 81     |

| Lp. | Kraj        | Punkty |
| --- | ----------- | ------ |
| 1   | Armenia     | 83     |
| 2   | Litwa       | 69     |
| 3   | Azerbejdżan | 55     |
| 4   | Ukraina     | 51     |
| 5   | Rosja       | 45     |

## Nagrody im. Marcela Bezençona
Nagrody im. Marcela Bezençona – trofea dla najlepszych konkurencyjnych piosenek w finale, które zostały po raz pierwszy rozdane podczas 47. Konkursu Piosenki Eurowizji zorganizowanego w Tallinnie w Estonii. Pomysłodawcami nagrody są: Christer Björkman (reprezentant Szwecji w 1992, obecny Szef Delegacji Szwecji) oraz Richard Herrey (członek szwedzkiego zespołu Herreys, który wygrał Konkurs Piosenki Eurowizji 1984). Statuetka nosi nazwisko twórcy Konkursu Piosenki Eurowizji – Marcela Bezençona.
Nagrody przyznawane są obecnie w trzech kategoriach:
- Nagroda Dziennikarzy (zwycięzcę wybierają akredytowani dziennikarze)
- Nagroda Artystyczna (zwycięzcę wybierają komentatorzy konkursu)
- Nagroda Kompozytorska (zwycięzcę wybierają kompozytorzy biorący udział w konkursie)

Nagroda Dziennikarzy
| Rok  | Wykonawca                         | Piosenka    | Autor(zy)                  |
| ---- | --------------------------------- | ----------- | -------------------------- |
| 2013 | Nodiko Tatiszwili i Sopo Gelowani | „Waterfall” | Thomas G:son Erik Bernholm |

## Komentatorzy i sekretarze
Spis poniżej przedstawia wszystkich gruzińskich komentatorów konkursu oraz krajowych sekretarzy podających punkty w finale.
| Komentatorzy i sekretarze z Gruzji | Komentatorzy i sekretarze z Gruzji   | Komentatorzy i sekretarze z Gruzji                   |
| Rok                                | Komentator                           | Sekretarz                                            |
| ---------------------------------- | ------------------------------------ | ---------------------------------------------------- |
| 2007                               | brak danych                          | Neli Agirba                                          |
| 2008                               | Tika Patsatsia                       | Tika Patsatsia                                       |
| Kraj nie brał udziału w 2009       |                                      |                                                      |
| 2010                               | Sopo Altunashvili                    | Mariam Washadze                                      |
| 2011                               | Sopo Altunashvili                    | Sopo Niżaradze                                       |
| 2012                               | Temo Kvirkvelia                      | Sopo Toroshelidze                                    |
| 2013                               | Temo Kvirkvelia                      | Liza Tsiklauri                                       |
| 2014                               | Lado Tatishvili and Tamuna Museridze | Nodiko Tatiszwili i Sopo Gelowani                    |
| 2015                               | Lado Tatishvili and Tamuna Museridze | Natia Bunturi                                        |
| 2016                               | Tuta Chkheidze i Nika Katsia         | Nina Sublatti                                        |
| 2017                               | Demetre Ergemlidze                   | Nika Koczarow                                        |
| 2018                               | Demetre Ergemlidze                   | Tamara Gaczecziladze                                 |
| 2019                               | Helen Kalandadze i Gaga Abaszidze    | Gaga Abashidze                                       |
| konkurs w 2020 odwołany            |                                      |                                                      |
| 2021                               | Nika Lobiladze                       | Oto Nemsadze                                         |
| 2022                               | Nika Lobiladze                       | Martin Österdahl (w zastępstwie za Helen Kalandadze) |
| 2023                               | Nika Lobiladze                       | Archil Sulakwelidze                                  |
| 2024                               | Nika Lobiladze                       | Sopo Chalwaszi                                       |
| 2025                               |                                      | Nuca Buzaladze                                       |